# Calathea erecta
Calathea erecta är en strimbladsväxtart som beskrevs av Bengt Lennart Andersson och H.A.Kenn. Calathea erecta ingår i släktet Calathea och familjen strimbladsväxter. Inga underarter finns listade.